# Tobias Billström
Tobias Lennart Billström, né le 27 décembre 1973 à Malmö, est un homme politique suédois, membre des Modérés (M), de centre-droit.

## Biographie
Il fait ses études d'histoire et de sciences politiques à l'université de Lund et à Cambridge. 

### Carrière politique
Il est depuis 2002 député au Riksdag, élu de la circonscription de Malmö. Pendant la période où il est ministre, son siège de député est occupé par son remplaçant, Staffan Appelros (en). Tobias Billström est membre du comité parlementaire sur les assurances sociales, ainsi que porte-parole du MSp pour les questions de migrations. Il est aussi secrétaire du parti à Malmö.
Entre octobre 2006 et octobre 2014, il est ministre des Migrations et de la Politique d'asile du gouvernement de Fredrik Reinfeldt, qui dirige par ailleurs le MSp. En tant que tel, il participe aux conseils JAI de l'Union européenne. Âgé de 32 ans au moment de sa nomination, Tobias Billström est alors le cadet du gouvernement Reinfeldt, et est aussi le premier bisexuel déclaré à être ministre en Suède. Il est également brièvement ministre du Travail en 2010.

### Le « Nannygate » et la redevance
Une semaine après sa prise des fonctions ministérielles, la presse révèle que Tobias Billström a délibérément omis de payer la redevance télévisée depuis une décennie, ce à quoi ce dernier répond en affirmant que cela résulte d'une opposition politique à la radiodiffusion publique. Il a néanmoins affirmé qu'il rembourserait ses dettes. Ces déclarations n'ont pas empêché l'administration (le Radiotjänst i Kiruna (en)) de porter plainte, au pénal, contre Tobias Billström ainsi que deux autres ministres du gouvernement Reinfeldt, Cecilia Stegö Chilò (en) et Maria Borelius (en). Ces deux dernières démissionnent respectivement le 14 et 16 octobre 2006, le Financial Times parlant de Nannygate (en) en raison des autres accusations portées contre celles-ci, ; Tobias Billström affirme quant à lui qu'il n'avait aucunement l'intention de démissionner.

### Ministre des Affaires étrangères
Le 18 octobre 2022, il devient ministre des Affaires étrangères dans le gouvernement d'Ulf Kristersson.
En 2022, dans un contexte de pressions du régime de Recep Tayyip Erdoğan pour obtenir l'extradition de réfugiés politiques turcs en échange de l'adhésion de la Suède à l'OTAN, Tobias Billström déclenche une polémique en affirmant que la « Turquie est une démocratie ».
Il démissionne de son poste le 4 septembre 2024 et est remplacé le 10 septembre par Maria Malmer Stenergard.

## Décorations
- France: Ordre national de la Légion d'honneur, Grand-officier  (30 janvier 2024)